# 有罪×無罪
『有罪×無罪』（ゆうざい×むざい）は、2009年5月21日にバンダイナムコゲームス・ナムコレーベルから発売された、ニンテンドーDS用ゲームソフト。

## 概要
裁判員制度をメインテーマにしているアドベンチャーゲーム。発売日も日本での裁判員制度の施行日である。プレイヤーは裁判員の一人となって、ある事件の被告人が有罪か無罪かを、他の裁判員とともに評議しながら見極めていく。なお、収録されている4つの事件は、話として連続しているわけではなく、あくまでそれぞれ独立した事件であり（証人として前回裁判員だった人が呼ばれる場合もある)、プレイヤー名も新しい裁判の度に変更可能となっている(本来は連続して裁判員としては選ばれない事を考慮した物)。
プレイヤーは裁判員制度を疑似体験出来るがゲーム『逆転裁判』とは異なり必ずしも判決の逆転を目指す事を目的としている訳ではないが、判決を誘導し有罪を無罪にしたりその逆もまた可能となっている。また事件毎に採点がなされゲーム的に正しい判決が出せているかどうかを確認する事も可能である。

## 監修
- 松尾邦弘(元検事総長)
- 廣瀬健二(元東京高裁判事)
- 梅林啓(元東京地検特捜部検事)
- 毛野泰孝(弁護士)
- 平岩利文(弁護士)

## 開発スタッフ
- 大竹康師(シナリオ)
- 竹之内亮(シナリオ)
- 東義人(シナリオ)
- 望月龍彦(プログラム)
- 佐田博宣(プログラム)
- 日下美奈子(グラフィックデザイン)
- 柿埜嘉奈子(サウンド)
- 山中愛作(ゲームデザイン)
- 高橋智子(ゲームデザイン)
- 青木奈津子(スクリプト)
- 浅利太陽(スクリプト)
- 石川朱香音(スクリプト)
- 佐藤忠志(キャラクター)
- あらゐよしひこ(キャラクター)
- 日下部靖子(キャラクター)
- 川井康弘(背景)
- 三谷秀幸(背景)
- 丹羽理恵子(インターフェース)
- 西澤冬樹(セールス)
- 高林一浩(セールス)
- 佐伯博史(セールス)
- 星合真樹(セールス)
- 野澤芽与(セールス)
- 渡邉浩孝(プロモーション)
- 田中快(プロモーション)
- 藤井博司(プロモーション)
- 稲垣浩文(プロダクション)
- 新藤貴行(プロダクション)
- 南輝明(プロダクション)
- 倉持泰之(品質管理)
- 一木裕佳(製作協力)
- 露木雄二(スペシャルサンクス)
- 鈴木史洋(スペシャルサンクス)
- 直井啓訓(スペシャルサンクス)
- 田中義成(スペシャルサンクス)
- 吉沢秀雄(ゼネラルプロデューサー)
- 長田隆一(ゼネラルプロデューサー)
- 鵜之澤伸(エクゼティブプロデューサー)
- 小林毅(プロデューサー)
- 田中彰一(プロデューサー)
- 中西俊之(ディレクター)

## 登場人物

### 各話レギュラー
井原 兼行（いはら かねゆき）
裁判長。柔らかな物言いと真摯な対応で、裁判員たちの緊張を解きほぐす。しかし、法廷のマナーを乱す者に対しては厳しい態度で接している。たまにジョークを言うことも。
飯野 光雄（いいの みつお）
陪席裁判官。論理的に事件をわかりやすく整理し、裁判員たちをサポートする。ちなみに私生活ではやや苦労している様子。
榊 綾香（さかき あやか）
陪席裁判官。まだ若いが、責任感は強い。意外にも男性の好みは筋肉系らしい。
荒牧 元治（あらまき もとはる）
4話すべての事件を担当する検察官。被告の有罪を立証するため、強気な態度で被告や証人に尋問していく。
平本 信一（ひらもと しんいち）
4話すべての事件を担当する弁護士。被告人の主張を信用し、積極的に弁護していく。

### 第一話 鬼嫁放火殺人事件
綾野 初美（あやの はつみ）
この事件の被告人。専業主婦。姑・綾野 キヨ（あやの きよ）を放火で殺害した罪に問われている。本人は自分の不注意からの失火であったと主張している。
沢中 美希（さわなか みき）
この事件の裁判員の一人。独身の派遣社員を貫いている。最初は軽い気持ちで裁判に臨んでいたが、次第に人を裁くことの重さを実感していく。
辻浦 佐和子（つじうら さわこ）
この事件の裁判員の一人。小さな学習塾を経営している。姑が嫁に殺されたという構図を遺憾に思っている。しかし、評議ではしっかりした態度で進めていく。
磯口 昭（いそぐち あきら）
この事件の裁判員の一人。製薬会社の役員。
船瀬 絵里（ふなせ えり）
この事件の裁判員の一人。栄養士の仕事をしている。真面目な性格で、裁判員としての債務を果たそうとする。
芳岡 路雄（よしおか みちお）
この事件の裁判員の一人。トラック運転手。裁判員に選ばれたことに対しての緊張感はあまり感じていない。よく冗談を飛ばし、周囲をあきれさせる。
綾野 キヨ（あやの きよ）
この事件の被害者。無職。被告人と息子の結婚には当初から反対していたらしく、嫁姑の仲も険悪だった。
綾野 友和（あやの ともかず）
この事件の証人の一人。被告人の夫で被害者の息子。不動産会社員。優柔不断な性格。
梅松 カツ子（うめまつ かつこ）
この事件の証人の一人。被害者宅の隣人。テレビ好きで、法廷がテレビ中継されていないことを知ると非常にがっかりしていた。また、証言もやや膨張気味。
鴨崎 正秀（かもざき まさひで）
この事件の証人の一人。ガス検査員。真面目な性格。被害者とも個人的に親しかったらしく、よく悩み事を聞かされていた。

### 第二話 大学教授保険金殺人事件
倉橋 めぐみ（くらはし めぐみ）
この事件の被告人。大学の助教。先日教授になったばかりの夫を青酸カリで毒殺した罪に問われている。クレジットカードでの負債が100万円に達しており、被害者の保険金目当てに殺害したと疑われている。本人は、夫は自殺であったと主張している。
栗林 麻美（くりばやし あさみ）
この事件の裁判員の一人。大学生で、社会学を専攻している。もともと裁判員制度に深く興味を持っており、井原裁判長の著書もあらかじめ読んできていた。
新庄 亨（しんじょう とおる）
この事件の裁判員の一人。「シエル新宿」という店でバーテンダーをしているが、容姿からよくホストと間違えられる。軽い発言で周囲をあきれさせることもしばしば。第三話でも証人として出廷する。
山岸 幸造（やまぎし こうぞう）
この事件の裁判員の一人。八百屋の店主。被告人の第一印象から有罪と決めつけ、それを貫き通す頑固な性格。
茂田 道子（しげた みちこ）
この事件の裁判員の一人。専業主婦だが、過去に生保レディーをしていた経験がある。
北里 信弘（きたざと のぶひろ）
この事件の裁判員の一人。医師。
倉橋 学（くらはし まなぶ）
この事件の被害者。大学の教授。重度の花粉症アレルギーに悩んでいた。最近念願だった教授になったばかり。
川井 慎司（かわい しんじ）
この事件の証人の一人。大学の助教。被害者の友人でもある。
倉橋 多恵（くらはし たえ）
この事件の証人の一人。被害者の母親で、福島で農業を営んでいる。息子とはよく連絡を取っており、自殺なんてするはずがないと証言する。

### 第三話 泥酔社長危険運転致死事件
加賀屋 和子（かがや かずこ）
この事件の被告人。デザイン会社「加賀屋デザイン」の社長。飲酒運転により事故を起こした罪に問われている。本人は運転していたのは部下の大島 博則（おおしま ひろのり）であり、自分は助手席に座っていたと主張している。
長沼 莉緒（ながぬま りお）
この事件の裁判員の一人。渋谷のアパレルショップの店員。ほかの裁判員や証人を「ちゃん」づけで呼ぶなど、マイペースな思考の持ち主。あまり深く考えずにどんどん発言するが、それは彼女なりの裁判員制度に対しての考えに起因するものである。
蓮見 武（はすみ たけし）
この事件の裁判員の一人。食品会社の会社員。どこか気が弱く、あまり積極的に発言しない。カーマニアで、事件当時に被告人が乗っていたスポーツカーに強い思い入れがある。
篠宮 千春（しのみや ちはる）
この事件の裁判員の一人。グルメ誌を中心に活躍するフリーライター。いつでも手帳を開き、メモを取っていないと落ち着かない。あくまで冷静に事件に向き合い、真実の究明に貢献できればと思っている。
藤崎 拓馬（ふじさき たくま）
この事件の裁判員の一人。都内のホテルの従業員。正義感に強く、冤罪を許さないという姿勢で裁判に臨む。体も大柄で頼りになりそうだが、強気な女性陣の発言にタジタジになることも。ちなみに大阪の出身で、就職のために徹底的に訛りを直した努力家の一面も。
田之倉 洋子（たのくら ようこ）
この事件の裁判員の一人。運送会社「タノクラ運送」の社長夫人。自分の罪を認めず、部下を糾弾する被告人に腹を立てている。
古館 巌（ふるはた いわお）
この事件の被害者。建築会社勤務。
大島 博則（おおしま ひろのり）
この事件の証人の一人。最初は傍聴人席に座っていた。事故当時は「加賀屋デザイン」に勤務していたが、現在は無職。

### 第四話 学院理事一家連続殺人事件
若宮 譲（わかみや ゆずる）
この事件の被告人。自動車修理工に勤務。たった一人の肉親である妹・若宮 千尋（わかみや ちひろ）を、去年いじめによる自殺で亡くしている。その妹のかたき討ちのために妹の高校の学園理事・舛岡 俊樹（ますおか としき）と、偶然家にいた俊樹の義理の娘・舛岡 雪枝（ますおか ゆきえ）を殺害した罪に問われている。本人は舛岡家には行ったが、殺人は犯していないと主張。
渋谷 陸（しぶや りく）
この事件の裁判員の一人。フリーターで、現在のバイト先は「シエル世田谷」のバーテンダー。裁判を楽しんでいる節があり、予想外の出来事に対しても冷静に状況を判断する。
尾上 智仁（おのうえ ともひと）
この事件の裁判員の一人。世田谷たそがれ銀行に勤めている。目立つことを嫌う性格のため、裁判員に選ばれてかなり焦っている。
南 朱里（みなみ あかり）
この事件の裁判員の一人。町工場での事務員。最初は人を裁くことに不安を感じていたが、次第に自分の責任を自覚し、覚悟を決めていく。しかしグロテスクな場面は苦手。
佐伯 慶子（さえき けいこ）
この事件の裁判員の一人。大手証券会社に勤めるキャリアウーマン。公判中は新聞やテレビなどの外部からの情報を完全に遮断するなど、熱心な態度で裁判に臨む。
村松 長治（むらまつ ちょうじ）
この事件の裁判員の一人。神保町で古書店「松竹林庵」を経営している。慎重な性格で、一つ一つの事実をその都度確認しながら評議していく。
舛岡 俊樹（ますおか としき）
この事件の被害者。白金山手女学院の理事長兼校長。
舛岡 雪枝（ますおか ゆきえ）
この事件の被害者。主婦。結婚前は白金山手女学院の養護教諭だった。
舛岡 健一（ますおか けんいち）
この事件の被害者遺族。高校教諭。父親と妻を一度に亡くし、ショックを受けている。
小山田 正人（おやまだ まさと）
この事件の証人。被害者宅の向かい側のマンションに住む会社員。中間管理職らしく、自分の意見を否定されるのを嫌う。
庄司 良枝（しょうじ よしえ）
この事件の証人。本件発生時は舛岡家で家政婦を務めていた。証言中、ややオカルトめいた発言をすることもある。
若宮 千尋（わかみや ちひろ）
被告人の妹。同級生からのいじめを苦に去年自殺している。